# 데이지 타핸
데이지 테이핸(Daisy Tahan)은 미국의 배우이다.